# Staatliches Jüdisches Theater Moskau
Das Staatliche Jüdische Theater Moskau, eigentlich Moskauer Staatliches Jüdisches Theater  (russisch Моско́вский госуда́рственный евре́йский теа́тр, abgekürzt ГОСЕТ/GOSET, jiddisch התיאטרון היהודי הממלכתי) war ein jiddischsprachiges Theater in Moskau von 1920 bis 1949. Das GOSET ist nicht zu verwechseln mit dem ebenfalls zur Zeit der Oktoberrevolution in Moskau gegründeten Theaters Habima (russ. Gabima), dessen Ensemble, trotz Stanislawskis Protektion, 1927 nahezu geschlossen nach Palästina emigrierte.

## Geschichte
Es ging hervor aus einem jüdischen Theaterstudio, das Alexander Granowski 1918 in Petrograd gegründet hatte, anfangs unter dem Namen Jiddisches Kammertheater. Mit der Übersiedelung nach Moskau 1920 änderte sich der Name zunächst in Staatliches Jüdisches (!) Kammertheater (GOSKET), ab 1924 in Staatliches Jüdisches Theater Moskau (GOSET). Kurze Zeit firmierte es wohl auch als Staatliches Akademisch-Jüdisches Theater. In zeitgenössischen Rezensionen wurde es zudem Moskauer jiddisch (!) -akademisches Theater oder Moskauer Jüdisch (!) -akademisches (Kammer-)Theater genannt.
In Moskau befand sich der erste Spielort in der Tschernyschewskij-Gasse 12 (Tschernyschewskij pereulok 12/Чернышевский переулок 12). Erster künstlerischer Leiter wurde Alexander Granowski. Er war auch der Regisseur sämtlicher Stücke bis 1928. Wichtigster Schauspieler war Solomon Michoels. Das erste Programm war ein Abend nach Texten von Scholem Alejchem. Marc Chagall gestaltete die Innenausstattung des Theaters sowie Kulissen und Kostüme der ersten Vorstellungen. Im April 1922 zog das Theater in die Malaja Bronnaja 2 um.
Zum Repertoire des Theaters gehörten Stücke vor allem jiddischer Autoren wie Scholem Alejchem (Masl Tow), Schalom Asch, Abraham Goldfaden, aber auch von Karl Gutzkow (Uriel Acosta). Gespielt wurde ausschließlich in jiddischer Sprache. Obwohl nicht alle Zuschauer die Sprache verstanden, war die Resonanz in Moskau gut. Die sowjetischen Zeitungen berichteten teilweise auch kritisch, insgesamt aber positiv. Bis 1926 existierte eine gewisse Rivalität zum jüdischen Habimah-Theater, das von Stanislawski und Wachtangow unterstützt wurde.
Das GOSET gastierte in Weißrussland und der Ukraine, 1926 auch erstmals im ursprünglichen Wirkungsort Leningrad. 1928 gab es eine Gastspielreise nach Westeuropa. In Wien, Berlin und Paris und an weiteren Orten wurde das Theater begeistert empfangen. Zu den Besuchern zählten Bertolt Brecht, Max Reinhardt, Sigmund Freud und Lion Feuchtwanger. Eine Reise in die USA wurde vorbereitet. Granowski sollte jedoch mit dem Theater in die Sowjetunion zurückkehren. Er weigerte sich und blieb im Ausland. Das Ensemble kehrte nach Moskau zurück.
Neuer Direktor wurde Solomon Michailowitsch Michoels. Das Theater spielte nun verstärkt Stücke zeitgenössischer jiddischer Autoren wie David Bergelson. Die Resonanz bei Publikum und Presse war weiterhin gut. Große Erfolge waren Tewje der Milchmann von Scholem Alejchem (1941) und König Lear von William Shakespeare (1935).
1941 wurde das Theater mit Beginn des Deutsch-Sowjetischen Krieges nach Taschkent evakuiert und spielte im dortigen jüdischen Theater. 1943 konnte es zurückkehren. Im Januar 1948 starb Michoels bei einem inszenierten Verkehrsunfall. Neuer Direktor wurde Benjamin Suskin. Das Theater wurde in der Folgezeit des Kosmopolitismus bezichtigt, Zuschauer vor den Veranstaltungen kontrolliert. Im Dezember 1948 wurde Suskin verhaftet. Am 16. November 1949 fand die letzte Vorstellung statt. Danach wurde das Theater wegen „mangelnder Publikumsresonanz“ geschlossen. Suskin wurde am 12. August 1952 in der „Nacht der ermordeten Dichter“ gemeinsam mit zwölf anderen jüdischen Intellektuellen und JAFK-Mitgliedern in der Lubjanka exekutiert.
Heute befindet sich in dem Gebäude das Moskauer Dramatische Theater an der Malaja Bronnaja.